# Michelle Olvera
Pour les articles homonymes, voir Olvera (homonymie).
Michelle Olvera (née le 11 novembre 1998 à Monterrey) est une actrice mexicaine.

## Biographie
En 2014 elle a joué le Petra dans Orphans.
De 2015 à 2016 Olvera figure dans la série télévisée El Señor de los Cielos comme Haydee et depuis 2016 également dans La Doña comme Isabella. Elle a également acquis une renommée internationale grâce au rôle principal de Silvia Rojas dans la telenovela colombienne NOOBees.

## Filmographie
- 2015-2016 : El Señor de los Cielos
- 2016-2017 : La Doña
- 2018- : NOOBees
- 2019 : This is Silvia Pinal